# Tanni Grey-Thompson
Tanni Grey-Thompson   (Cardiff, 26 de juliol de 1969) Carys Davina Grey-Thompson és una política, presentadora de televisió i esportista britànica que va competir en l'atletisme adaptat.

## Biografia
Grey-Thompson va néixer amb espina bífida i utilitza cadira de rodes. Va ser batejada com Carys Davina Grey, però la seva germana Sian, que és dos anys més gran que la Tanni, es va referir a ella com "petita" quan la va veure per primer cop, pronunciant-la "tanni", el sobrenom es va quedar.
Grey-Thompson va assistir a l'escola integral St Cyres. El 1991 es va graduar de la Universitat de Loughborough amb una llicenciatura en Política i Gestió Social.
Està casada amb l'Ian Thompson, un investigador químic i exatleta en cadira de rodes. Viuen en Eaglescliffe, Stockton-on-Tees; tenen una filla.
La seva autobiografia Seize the Day va ser publicada per Hodder i Stoughton l'any 2001.

## Carrera atlètica
La carrera paralímpica de Grey-Thompson va començar en els Jocs Nacionals Júnior de 1984 representant a Gal·les, on va competir en els 100 metres en cadira de rodes.
La seva carrera internacional va començar l'any 1988 a Seül, on va guanyar la medalla de bronze en els 400 metres. Quan era una jove atleta també va competir en el bàsquet en cadira de rodes. Els seus cinquens i últims Jocs Paralímpics van ser en Atenes (2004), on va guanyar dues medalles d'or en les carreres en cadira de rodes en els 100 i 400 metres. En total, en la seva carrera Paralímpica va guanyar 16 medalles (onze d'or, quatre de plata i una de bronze) i també 13 medalles de Campionat Mundial (sis d'or, cinc de plata i dues de bronze).
El 27 de febrer de 2007, Grey-Thompson va anunciar el seu retir pendent, amb la seva última aparició amb Gran Bretanya en la copa Mundial Paralímpica de maig en Manchester.
Al llarg de la seva carrera, va guanyar 16 medalles Paralímpiques, incloses 11 d'or, va ostentar més de 30 rècords mundials i va guanyar la Marató de Londres sis vegades entre 1992 i 2002.

## Post jubilació

### Carrera en televisió
En preparació per al seu retir de la pista, va ampliar la seva carrera com a presentadora de televisió en BBC Wales i S4C, així com en BBC One.
Va ser la primera dona en cadira de rodes del món en presentar en televisió la innovadora sèrie de BBC2 per a persones discapacitades From the Edge.
També va presentar BBC Wales X-ray, Big Welsh Challenge, Land of our Mothers i va treballar per a BBC Ràdio Wales, Five Live i Ràdio Cleveland. Va ser un membre clau de l'equip de comentaristes de la BBC en els Jocs Paralímpics de Beijing 2008 i en els Jocs Paralímpics posteriors.

### Funcions d'assessorament i consultoria
Durant la seva carrera competitiva, va formar part de la junta directiva del Consell Nacional de Discapacitat, el Consell d'Esports de Gal·les, el Panell de premis de la Loteria Anglesa i UK Sport, i també va formar part durant tres anys del panel Mission 2012 (part d'UK Sport). Grey-Thompson també va formar part de la junta directiva de la Marató de Londres (2007-2018), de la junta directiva de Transport for London (2008-2018) i actualment forma part de London Legacy Development Corporation. Presideix la junta directiva d'ukactive.
Grey-Thompson és patrocinadora de nombroses organitzacions benèfiques, inclòs el programa de premis Duc d'Edimburg, Wembley Stadium Legancy Trust, Guernsey Disability Alliance i Zoe's Place Baby Hospice, una organització benèfica per a bebès i nens petits malalts. També és presidenta de Sportsleaders UK, ambaixadora d'UNICEF, membre de l'acadèmia Laureus World Sport Academy (fideïcomissària de la Sport for Good Foundation) i membre del consell del Winston Churchill Memorial Trust.
A més, és la patrocinadora del Tees Wheelyboats Club, un grup que brinda accés a persones discapacitades al riu Tees.
El juliol de 2001, Grey-Thompson va ser anunciada com a presidenta de la Comissió Lideratge 20:20, la comissió sobre el futur lideratge de la societat civil. va presentar les recomanacions de la comissió en el Parlament el 14 de desembre de 2011.
Anteriorment, també va ser fideïcomissària de V, la Tony Blair Sports Foundation, Sportsaid Foundation (de la que va rebre quan era una atleta jove), ambaixadora d'inspiració internacional i presidenta de la Comissió de la Women's Sports and Fitness Foundation sobre el futur de l'esport femení.
Grey-Thompson també ha sigut rectora de la Universitat de Northúmbria des de juliol de 2015.
A desembre de 2021, Grey-Thompson va ser nomenada presidenta de la Junta d'Economia inclusiva de l'Autoritat Combinada del Nord de Tyne.

### Carrera parlamentària
El 23 de març de 2010, Grey-Thompson va ser creada companya vitalícia per recomanació de la Comissió de Nomenaments de la Càmera dels Lors (HOLAC). Malgrat haver suggerit prèviament el desig d'un títol amb una connexió gal·lesa, el seu títol li va ser conferit com a Baronessa Grey-Thompson, d'Eaglescliffe en Stockton-on-Tees el 23 de març de 2010.
Grey-Thompson va ser presentada en la Càmera dels Lors el 29 de març, va fer el jurament de lleialtat tant amb anglès com en gal·lès i s'asseu com a jutgessa creuada.
L'agost de 2014, Grey-Thompson va ser una de les 200 figures públiques que van firmar una carta dirigida a The Guardian oposant-se a la independència d'Escòcia en el període privi al referèndum de setembre sobre aquell tema.

## Honors
L'any 1993, va ser nomenada Membre de l'Ordre de l'Imperi Britànic (MBE) per "serveis d'Atletisme per a Discapacitats", ascendida en 2000 a Oficial de l'Ordre de l'Imperi Britànic (OBE), i després, en 2005, va ser ascendida a Dama Comanadora de l'Ordre de l'imperi Britànic (DBE), en ambdós casos per "serveis a l'esport per a discapacitats".
Grey-Thompson va ser anomenada Personalitat Esportiva de l'Any de la BBC de Gal·les tres vegades; en 1992, 2000 i 2004. L'any 2000, va quedar tercera en la Personalitat Esportiva de l'Any de la BBC, darrere de Steve Redgrave i Denise Lewis. Aquell any també va rebre el premi Helen Rollason per la seva actuació en els Jocs Paralímpics d'estiu de 2000. En agost de 2009, va ser anomenada membre de Gorsedd en l'Eisteddfod Nacional de 2009 en Bala, Gwynedd.
Willenhall School Sports College, West Midlands, ha nomenat una casa en honor seu, on cadascuna de les vuit cases porta el nom d'influents estrelles de l'esport i herois locals. L'escola Roundwood Park va instal·lar un sistema de cases el 2011. El juliol de 2012, la casa blava es va convertir a la casa Grey-Thompson.
El novembre de 2012, va ser nomenada membre de la comissió de tres persones creada per la Unió Ciclista Internacional per investigar l'assumpte de dopatge de Lance Armstrong.
El febrer de 2013, Woman's Hour de BBC Ràdio 4 la va avaluar com una de les 100 dones més poderoses del Regne Unit. En el mateix any, també va ser reconeguda com una de les 100 dones de la BBC.
El juny de 2018, va ser inclosa al Saló de la Fama de Power Brands LIFE al Fòrum Internacional per a la Igualtat de Londres.
El gener de 2019, va ser triada com a candidata a la "Persona més gran del segle XX" a la sèrie Icons de la BBC, però no va passar de la categoria "d'Estrelles de l'esport".
El 15 de desembre de 2019, va rebre el premi a la trajectòria a la Personalitat esportiva de l'any de la BBC.

### Títols honorífics
Grey-Thompson ha rebut nombrosos títols honorífics, inclosos doctorats honoraris de la Universitat d'Oxford, la Universitat Oxford Brookes, la Universitat de Greenwich, la Universitat de Bath, la Universitat de Newcastle, el Liverpool John Moores, la Universitat de Leicester, la Universitat Sheffield Hallam, la Universitat d'Hull, la Universitat d'Exeter, l'Heriot Watt University, l'Open University, la Universitat de Wales Newport, la Universitat de Wales, la Leeds Metropolitan University, la Loughborough University (mestratge i doctorat), la Teesside University, York i Ripon College, University of Swansea, University of Glamorgan, UWIC, Universitat de Surrey, Universitat de Southampton, Universitat Metropolitana de Manchester, Universitat de Staffordshire i Universitat de Cardiff. Grey-Thompson va rebre un premi Lifetime Achievement Award i un altre doctorat honorari de la Universitat d'East London el maig de 2011, a la vetllada anual de premis esportius de la universitat celebrada a l'estadi Upton Park del West Ham United.
El juliol de 2013, va rebre un Doctorat Honorari en Ciències (HonDSc) en reconeixement del seu destacat servei a la discapacitat i a les persones desafavorides, i la promoció de l'esport i els Jocs Paralímpics.
El 15 de juny del 2016 va rebre el títol de Doctora en Dret (honoris causa) per la Universitat de Cambridge.

## Medalles de la Copa del Món Paralímpica
| Any  | Event      | Posició |
| ---- | ---------- | ------- |
| 2005 | 100 metres | 1ra     |
| 2005 | 400 metres | 1ra     |
| 2007 | 200 metres | 2na     |

## Estils i honors
- Sra. Tanni Gray MBE (1993-1999)
- Sra. Tanni Grey-Thompson MBE (1999-2000)
- Sra. Tanni Grey-Thompson OBE (2000-2005)
- Dama Tanni Grey-Thompson DBE (2005-2010)
- La baronessa Grey-Thompson DBE (2010-2012)
- La baronessa Grey-Thompson DBE DL (2012-present)

1. ↑  «Page 2425 | Issue 59333, 12 February 2010 | London Gazette | The Gazette». [Consulta: 1r desembre 2023].
2. ↑   «Paralympian Tanni Grey-Thompson becomes people's peer». BBC News, 29-03-2010.
3. ↑  «Tanni Grey-Thompson: Paralympic star to disability rights champion», 26-08-2012. [Consulta: 27 abril 2019].
4. ↑  «Tanni Grey-Thompson». [Consulta: 10 març 2017].
5. ↑   «Inside the home of former wheelchair athlete Tanni Grey-Thompson». , 07-11-2014 [Consulta: 27 abril 2019].
6. ↑  «BBC Inside Out – Tanni Grey Thompson – Handing on the baton». [Consulta: 28 setembre 2017].
7. ↑  «BBC Inside Out – Tanni Grey Thompson – Handing on the baton». [Consulta: 28 setembre 2017].
8. ↑  Grey Thompson confirms retirement. BBC Sport. 28 February 2007.
9. ↑  «Dame Tanni Grey-Thompson».
10. ↑  «Board Members».   Transport for London. [Consulta: 20 desembre 2016].
11. ↑  «Patrons & Ambassadors – Welcome to Zoё's Place Baby Hospice». Arxivat de l'original el 28 de setembre 2017. [Consulta: 27 setembre 2017].
12. ↑  Hole, Chris. «Baroness Tanni Grey-Thompson launches new River Tees Wheelyboat». Evening Gazette, 26-09-2011. [Consulta: 15 gener 2012].
13. ↑  «Tony Blair Sports Foundation Board Members – The Tony Blair Sports Foundation», 27-11-2011. Arxivat de l'original el 27 novembre 2011. [Consulta: 27 abril 2019].
14. ↑  «Chancellor». [Consulta: 8 juliol 2017].
15. ↑  Holland, Daniel «Paralympic legend Tanni Grey-Thompson to take up new role advising North of Tyne mayor». Evening Chronicle, 02-12-2021 [Consulta: 2 desembre 2021].
16. ↑  Tomos Livingstone «Baroness Tanni determined her title will have a Welsh connection». Western Mail, 06-02-2010 [Consulta: 30 gener 2018].
17. ↑  «Page 5330 | Issue 59375, 26 March 2010 | London Gazette | The Gazette». [Consulta: 1r desembre 2023].
18. ↑  «House of Lords – Hansard».   Department of the Official Report (Hansard), House of Lords, Westminster, 29-03-2010. [Consulta: 10 març 2017].
19. ↑  «Baroness Grey-Thompson». [Consulta: 14 octubre 2017].
20. ↑  Profile Arxivat 6 June 2013[Date mismatch] a Wayback Machine., dodonline.co.uk; accessed 7 April 2016.
21. ↑  «Celebrities' open letter to Scotland – full text and list of signatories», 07-08-2014. [Consulta: 26 agost 2014].
22. ↑  «Page 14 | Supplement 53153, 30 December 1992 | London Gazette | The Gazette». [Consulta: 1r desembre 2023].
23. ↑  «Page 17 | Supplement 55710, 31 December 1999 | London Gazette | The Gazette». [Consulta: 1r desembre 2023].
24. ↑  «Page 7 | Supplement 57509, 31 December 2004 | London Gazette | The Gazette». [Consulta: 1r desembre 2023].
25. ↑   «Gorsedd honour for female stars». BBC Wales, 23-06-2009 [Consulta: 7 abril 2016].
26. ↑  «Houses – Roundwood Park School». Arxivat de l'original el 14 maig 2019. [Consulta: 27 abril 2019].
27. ↑  Slater, Matt. «BBC Sport – Lance Armstrong affair: Tanni Grey-Thompson on investigation panel», 30-11-2012. [Consulta: 26 agost 2014].
28. ↑   «100 Women: Who took part?» (en anglès). BBC News, 20-10-2013 [Consulta: 18 desembre 2022].
29. ↑  «Power Brands Global». [Consulta: 4 novembre 2021].
30. ↑  «Baroness Tanni Grey-Thompson given Lifetime Achievement award», 15-12-2019. [Consulta: 20 desembre 2020].
31. ↑  webmaster. «Tanni Grey-Thompson». [Consulta: 27 abril 2019].
32. ↑  University of East London. «Baroness Tanni Grey-Thompson at UEL's second Annual Sports Awards».  YouTube, 06-05-2011. [Consulta: 27 abril 2019].
33. ↑  «Paralympic athlete Tanni Grey-Thompson receives honorary degree at Rochester Cathedral», 31-07-2013. Arxivat de l'original el 24 agost 2013. [Consulta: 3 agost 2013].
34. ↑  «Acta – Cambridge University Reporter 6431», 22-06-2016. [Consulta: 10 març 2017].